# Dillinger (musicista)
Dillinger, pseudonimo di Lester Bullocks (Kingston, 25 giugno 1953), è un cantante e toaster giamaicano di musica reggae. Egli è uno dei più importanti esponenti della corrente dj style.

## Biografia
Da adolescente frequenta a Kingston il sound system El Paso di Dennis Alcapone; questa frequentazione lo porta a diventare deejay, con il nome d'arte di "Dennis Alcapone Jr." e con l'influenza di deejay come Big Youth, U Roy e Dennis Alcapone stesso, per i sound system Prince Jackie and El Paso.
Il primo produttore con cui lavora è Lee Perry, il quale decide che Bullocks debba cambiare il suo nome in Dillinger, dal nome del gangster John Dillinger..
Dillinger fece parte della seconda ondata di deejay e toasters che segnarono la scena reggae verso la metà degli anni settanta.
Nel 1974 incise Freshly per Yabby You e nel 1975 incise per vari produttori tra i quali Augustus Pablo (Brace a Boy), Joseph Hoo Kim (CB 200) e Coxsone Dodd (Killer Man Jaro) a cui seguirono presto album per Coxsone Dodd (Ready Natty Dreadie) e Hoo Kim (CB 200 e Bionic Dread)
Il successo Cocaine in my brain, basato sul brano Do It Anyway You Wanna dei The People's Choice divenne presto un gran successo in tutto il mondo, bissato da Marijuana In My Brain, che raggiunse la vetta delle classifiche nei Paesi Bassi.
La sua produzione diminuì negli anni ottanta ma Dillinger ritornò ad incidere nei primi anni 90.

## Discografia
- Ready Natty Dreadie (1975, Studio One) released in 1978 as Babylon Fever.
- CB 200 (1976, Island)
- Bionic Dread (1976, Black Swan)
- Clash (1977, Burning Sounds) con Trinity
- Talkin' Blues (1977, Magnum)
- Top Ranking Dillinger (1977, Third World)
- Superstar (1977, Weedbeat)
- Cornbread (1978, Jamaica Sound)
- Non Stop Disco Style (1978, Clocktower)
- Answer My Questions (1979, Third World)
- Marijuana In My Brain (1979, Jamaica Sound)
- Funky Punk Rock To The Music (1979, Bellaphon)
- Live at the Music Machine (1979, Jamaica Sound)
- Dub Organiser (197?, Scandal Bag)
- Cup Of Tea (1980, Jamaica Sound)
- Badder Than Them (1981, A&M)
- Corn Bread (1983, Vista Sounds)
- Live at London (1981, Vista Sounds) con Clint Eastwood
- Join The Queue (1983, Oak Sounds)
- King Pharaoh (1984, Blue Moon)
- Best Of Live (1984, Vista Sounds)
- Cocaine (1984, New Cross)
- Tribal War (1986, New Cross)
- 3 Piece Suit (1993, Culture Press)
- Say No To Drugs (1993, Lagoon)
- Youthman Veteran (2001, Jah Warrior)
- At King Tubby's (2006, Attack)
- Ten To One (2007, Dream Catcher)